# Рокселана
Хурем султанија (перс. خرم, тур. Hürrem, Хурем — насмејана, радосна, девојачко Рокселана или Александра/Анастазија Лисовска, такође и Роксолона, Рузијак или Роса, тј. Рускиња; 1500. или 1504—1558) била је омиљена жена османског султана Сулејмана I и његова венчана супруга. Била је и мајка шесторо његове деце: Султана Селима II — наследника Сулејмана I, Михримах султаније као и принчева Мехмеда, Абдулаха, Бајазита и Џихангира. Сматра се једном од најмоћнијих жена Османског царства и једном од најмоћнијих у историји човечанства. Имала је велику моћ и вршила је велики утицај на политику Османског царства и играла једну од водећих улога у државним аферама. 

## Детињство
Њено право име, као и њено детињство, нису сасвим познати. Претпоставља се да се звала Анастасија или Александра Лисовска. Била је пореклом из Пољског краљевства, са територије данашње Украјине. Њен отац је био православни свештеник. Као и многе њене земљакиње, за којима је у Цариграду (Истанбулу) била велика потражња, Рокселана је одведена као бело робље у Османско царство. Михалон Литвин, који је био амбасадор Пољско-литванске уније у Кримском канату средином 16. вијека, у свом раду 1548—1551 „О обичају Татара, Литвана и Московита“ (лат. De moribus tartarorum, lituanorum et moscorum) када описује трговину робовима, указује да је „и вољена супруга садашњег турског императора, мајка првог рођеног сина који ће владати за њим, отета је из наше земље“.
Обично су девојке имале 6 до 13 година када су биле купљене за богата домаћинства османске више класе или султана. Као беле робиње, оне за разлику од својих црних сапатница нису морале да раде тешке послове, већ су обично служиле као дружбенице и дворске даме својим господарицама.

## Биографија
Рокселана, након што је отета, завршила је око 1519. године у служби Ханчерли Фатме-султаније, унуке султана Бајазита II. Како је султанија Фатма била једна од ретких принцеза Османском царству која је живела у престоници, султанија је имала блиске односе са калфама и агама Топкапи-палате. Када је султан Сулејман ступио на престо, султанија је послала Рокселану у харем да се додатно обучи. Касније ју је Ибрахим-паша запазио и лично послао султану.
Као и све младе харемске даме, она је у почетку добијала лекције турског језика и ислама. Учила је читање и писање, састављање нежних љубавних писама, шивење и плетење, певање, плес, свирање једног музичког инструмената, па и вежбање љупког и грациозног хода. Необично лепе и заносне робиње, које су имале шансе да постану султанове конкубине, учене су још и еротским вештинама. Дванаест најатрактивнијих и најталентованијих робиња су биле одређене као „гедикли“, то јест султанове собарице, које су имале обавезу да облаче султана, да га купају и снабдевају укусним јелом. Као могуће гошће у султановој постељи могле су такође да постану његове миљенице, „икбал“. У случају да су остале трудне и родиле децу своме господару, добиле су почасно звање султанске „конкубине“ или „кадине“, односно „хасеки султаније“.
Рокселани није било тешко да привуче Сулејманову пажњу. Уосталом, њена харизма је привлачила свакога у харему, због чега је брзо добила име „Хурем“, што значи насмејана. Није дуго потрајало док је постала и султанова сапутница у кревету. Пошто није служила само за сексуално задовољавање и као мајка могућих наследника, него се показала и као добар саговорник и искрена пријатељица, па чак и као животна сапутница. Сулејман је био одушевљен Ибрахимовим поклоном. Са Рокселаном је могао да пише песме или да води политичке дискусије. Рокселана је уз то била у стању да му даје добре савете и имала је разумевања за његове страхове које је једино њој могао да призна. Рокселана је била у стању, као његов пријатељ Ибрахим, да својом веселошћу отера Сулејманову меланхолију. Сулејман је тако све чешће одлазио Рокселани и занемаривао своју главну жену Махидевран († 1580, пореклом из Црне Горе, Албаније или Черкезије), која је носила надимак „цвет пролећни“ (тур. Гулбахар) и која му је родила троје деце, од којих су син Мустафа и ћерка Разије остали живи.
Није дуго потрајало и Рокселана је затруднела, те је 1521. родила свог првенца Мехмета. Тако почиње за младу мајку велика драма њеног живота. Како би се после султанове смрти спречили грађански ратови, јер би се његови синови крваво борили за наследство, Мехмед II († 1481) је издао закон по коме је сваком његовом наследнику дозвољено да, кад добије султанат „с обзиром на ред света“, убије своју браћу. Према том указу, са сваким новим ступањем на престо понављао се исти ритуал. Нови владар би наредио да погубе сву његову браћу и полубраћу. Сулејман I није морао да испуни ту обавезу, пошто је његов отац наредио да се погубе не само његова два брата и седморица синоваца, него и Сулејманова четворица браће, јер је желео да осигура наследство своме сину љубимцу.
Године 1522. Рокселана је родила друго дете, њену једину кћерку Михримах, која је постала очева мезимица. Михримах је касније удата за Рустем-пашу, великог везира хрватског порекла.
Након њене кћерке јединице, Рокселана је родила још два принца Селима 1524. и Бајазида 1525. године. Селим је због своје црвено-златне косе највише од све деце личио на своју мајку и често је био описан као миран и сталожен. За разлику од њега, Бајазид је био амбициозан и дрчан, често неустрашив.
Око 1531. године Рокселана је родила своје последње дете, опет једног сина, који је имао грбава леђа, па као богаљ није могао да полаже право на султанат. Од својих родитеља је добио име Џихангир и описан је као љубазан, весео и лепог изгледа. Пошто је у људима видео само добро, био је вољен од своје браће и сестара, па и од самог свог полубрата Мустафе, као и од свога оца. Сулејман га је посебно ценио због његове веселости и лепог разговора који је имао с њим.
Рокселана је у то време играла све важнију улогу у султановом животу. Сулејман је изнад свега волео своју другу главну жену, живахну и веселу Рокселану, и скоро је само код ње ишао. Занемарио је чак и свог пријатеља Ибрахим-пашу, којег је 1523. поставио за великог везира Румелије (тј. Балкана) и који је био ожењен Сулејмановом сестром Хатиџе. Године 1526. Сулејман га је поставио још и за главног заповедника своје војске у походу против Угарске.
У то време са кућним миром у Сулејмановом харему није стајало баш најбоље. Млетачки (венецијански) посланик Пиетро Брагадино обавестио је сенат своје републике у тајној депеши о једној грубој расправи између прве и друге кадине, између Махидевран Гулбехар и Рокселане, у којој је прва другој чупала косу и изгребала лице. Сулејман је на то сменио свог најстаријег сина Мустафу у Манису за намесника тог града у западној Турској, који је тиме био довољно удаљен од центра моћи. Његова мајка Махидевран је сходно османлијском протоколу морала да путује с њим.
Од тада је Сулејман био заједно само са Рокселаном. Његове друге робиње је временом поудавао за своје паше. Рокселани је настојао да испуни све жеље и био је спреман да је ожени, односно да је прогласи султанијом, што се за неких 130 година није десило код османлијских султана. Године 1530. била је раскошна свадба, о којој је Енглез Сир Џорџ Јанг коментарисао: „Ове недеље се у граду десио један сасвим изванредан догађај, који је далеко нечувен у историји султана. Велики господар Сулејман је једну робињу из Русије, неку Рокселану, начинио својом царицом, и беше богато славље. Церемонија је одржана у сераљу (двору) и весеље је превазишло све до сада познате мере. Велике улице беху ноћу осветљене и било је много музике, и гозбе је било доста за све људе. Куће су украшене цвећем, и свуда су донете љуљашке у којима људи сатима седе на велико своје задовољство. У старом хиподрому је подигнута велика трибина на којој су места за царицу и њене даме ограђене златном оградом. Ту су царица и њен двор присуствовали једном раскошним турниру, у коме су учествовали хришћански и муслимански јахачи, затим акробати и мађионичари, и једна процесија дивљих звери и жирафа, чији су дуги вратови доскоро додиривали само небо... Људи много говоре о свадби и нико не може да каже шта она у ствари значи.“

## Мишљење народа
Млетачки посланик Да Зара је писао: „ Он (Сулејман) је тако воли и њој је толико одан, да се сви његови поданици чуде и говоре како је она њега опчинила. Они је називају „зиади“ или вештица. Због тога су она и њена деца омражени и у двору и у војсци, али нико не сме ништа да каже против ње, јер је он воли. Ја лично сам само лоше чуо о њој и њеној деци, док се за прворођеног (Мустафу) и његову мајку (Махидевран Гулбехар) говори само добро. “
Народ је, дакле, веровао да је Рокселана кроз чаробне науке и врачање везала султана за себе. Тако је она постала вештица и није успела да придобије љубав народа ни кроз своје многе задужбине — међу њима пет џамија, једна куранска школа, једна народна кухиња за сиромашне, једна болница итд.

## Утицај Рокселане на Сулејмана
Утицај Рокселане на Сулејмана је са годинама постајао све већи. Сулејман је више пута због сталних војних похода (било их је око 13) био ван куће, па је заљубљени брачни пар преко писама одржавао контакт. Тако је Рокселана једном писала: „Мој господару, део моје душе, који си сунце моје земље и темељ моје среће. Када би знао како због нашег одвајања моја душа гори и како се цепа и како моја љубав према теби не познаје дана ни ноћи, као беспомоћна тоне у мору чежња...“, на шта јој је Сулејман одговорио: „Твојој љубави синоћ сам послао моја осећања. Дозволи ми да када те само посматрам, мени се чини твоја лепота као један ноћни лептир. Моја љубљена, ти си светло, а ја лептир у твојој љубави. Као када би се у ружином врту лепоте хтело ухватити птица срца, тако је и стање једног заљубљеног који би се ухватио у мрежи љубави.“.
Када је једини Сулејманов пријатељ, Ибрахим-паша, почео да расте преко главе своме господару и својим хвалисањем, својом ароганцијом и похлепом удостојио себе да је значајнији од самог султана, султан га је 1536. дао погубити. Ибрахим-паша је једном објавио: „Јесте истина да ја владам овим великим царством... Када бих ја хтео, могао бих и од једног коњушара направити пашу. Шта ја пожелим да дам, то се даје, а ако ја нисам сагласан, то се узима. Одлука о рату и миру, о употреби државних средстава — све је то у мојим рукама. Сам султан није боље обучен од мене. Своје пуномоћје поверава у моје руке...“ Ко би тако говорио, тај не би оклевао да покрене и побуну. Ни од чега се Сулејман није више плашио него од једне побуне која би га могла коштати његов престо.
После смрти Ибрахим-паше, султану је заиста само Рокселана остала као пријатељица, саветодавац и животна сапутница, код које је могао да са себе скине свој владарски чин и да буде обичан човек, са свим својим слабостима. Године 1541. брачни пар се и просторно приближио. Један пожар је већим делом до темеља уништио Ески Сарај, палату харема. Рокселана је наговорила Сулејмана да не обнови ту палату, него да њено пребивалиште подигне у његовој близини. Сулејман је то одмах прихватио и на ареалу Топкапи Сарај подигао зграде новог харема. Пошто је Сулејман у то време већ био костобољан, ту је под покровитељством своје жене могао да буде брже и чешће негован и развесељаван.
Године 1543. умро је Мехмет, најстарији Сулејманов и Рокселанин син, који је у међувремену постао популаран у народу и у војсци и који је требало да наследи свог оца. Доживео је свега 21 годину, а за собом је оставио своју двогодишњу кћерку Хумашах. Код Рокселане је избио стари страх да би Мустафа, син некадашње Сулејманове прве кадине Махидевран Гулбехар, могао погубити њена преостала три сина. Са мужем њене прве кћерке Михримах, Рустем-пашом († 1561), који је од 1539. припадао њеној фамилији и од 1544. био велики везир, Рокселана је покушавала да уклони потенцијалну опасност која је претила њеној деци од стране Мустафе. Колико је то било тачно или само лажна пропаганда данас се не може казати, но Мустафа је 1553. био оптужен да је спремао обарање свог оца. Сулејман је свакако поверовао тим оптужбама и дао је Мустафу и 11-годишњег Мустафиног сина, свог сопственог унука, да се погубе као велеиздајници.
Јаничари, код којих је Мустафа био веома популаран, су се због тога побунили, а побуна је била тако опасна по Сулејмана да је Сулејман свог зета Рустем-пашу, који је свуда сматран фигуром која је управљала иза кулиса, разрешио положаја великог везира. Након што се побуна јаничара уз доста новца умирила, Рустем-паша је 1555. поново постављен за великог везира. Иза свега тога, као иза убиства старог Сулејмановог пријатеља Ибрахим-паше, многи су сматрали да је Рокселана била водећа снага, што се никако није могло доказати. Сулејман је већ више година боловао, и на његову смрт Рокселана је морала да рачуна у свако доба. Као борац по природи, она није могла једноставно да преда своје синове џелатима.
Године 1553. Рокселана је изгубила свог најмлађег сина Џихангира, који није могао да преболи убиство свог вољеног полубрата Мустафе. Тако су Рокселани преостали само њена кћерка Михримах, 22-годишњи живахни пијаница Селим и 21-годишњи амбициозни Бајазит, који је у свему личио на свог оца. Током преосталих година свог живота Рокселана је покушавала да смири све веће ривалство између своја два сина.
Пошто је Рокселана 1558. умрла, није доживела да се амбициозни и властољубиви Бајазит у борби против брата посвађао и са оцем и на крају подигао побуну против њега. Побуна није успела и Бајазит је са својом четворицом синова пребегао новембра 1559. персијском (иранском) цару Тахмаспу. Тахмасп га је прво пријатно примио, али је на крају ипак, због 400.000 златника које је добио од Сулејмана, њега и његове синове предао. Сулејман их је дао све погубити.
Једино дете које, осим Џихангира, Сулејмана није разочарало била је одлучна и самопоуздана кћерка Михримах, која је код Сулејмана преузела улогу своје мајке као саветодавац и саговорник.
Сулејман је Рокселану надживео осам година, када је на свом последњем походу у Угарској умро 1566. године. После Рокселанине смрти у Сулејмановом животу није било друге жене. Био је веран својој жени све до смрти. Наредио је да се сахрани поред ње, у раскошној џамији Сулејманије коју је довршио 1557. године.
Сулејманов и Хуремин 40-годишњи син Селим II, пијаница са надувеним и црвеним лицем, наследио је Сулејмана као султан и добио касније надимке „пијаница“ и "жути" (због плаве боје косе). Осам година после Сулејманове смрти и он је 1574. године, када је опијен кипарским вином отишао у купалиште, тамо се саплео, повредио главу и умро.